# 桃下站
桃下站位于中国陕西省渭南市华阴市桃下镇，建于1958年，为西安铁路局管辖的陇海铁路上四等站。桃下站东距连云港站974公里，西距兰州站785公里。